# Давка на Astroworld Festival
Давка на фестивале Astroworld Festival произошла 5 ноября 2021 года в Хьюстоне, штат Техас, во время первого дня выступления американского рэпера Трэвиса Скотта. 10 человек погибли, причиной смерти стала случайная компрессионная асфиксия, при этом один из десяти пострадал от дополнительного воздействия комбинации наркотиков и алкоголя. 25 зрителей были госпитализированы (в том числе десятилетний ребёнок), а более 300 получили травмы.

## Предыстория
Astroworld Festival — ежегодный музыкальный фестиваль, проводимый американским рэпером Трэвисом Скоттом. Он проходит в NRG Park, Хьюстоне, штат Техас. Скотт ранее привлекался к ответственности за деятельность, связанную с концертами. На фестивале Lollapalooza в 2015 году Трэвис был арестован и обвинён в подстрекании зрителей игнорировать охрану и рваться на сцену. В 2017 году ему снова предъявили подобные обвинения. Его фанат повредил позвоночник во время выступления в 2017 году. В 2019 три человека пострадали в результате давки на фестивале Astroworld.
На фестиваль 2021 года собралось около 50 000 зрителей. Город Хьюстон организовал охрану мероприятия. Мэр Сильвестр Тёрнер заявил, что город обеспечил фестивалю больше безопасности, чем это было во время Мировой серии 2021. На фестивале присутствовало 528 полицейских, организатор мероприятия Live Nation предоставил ещё 755 сотрудников службы безопасности. Ранее в тот же день сотни фанатов, пытаясь проникнуть внутрь, опрокинули металлоискатели и ранили одного человека. Выступление Скотта транслировалось в прямом эфире на Apple Music.

## Давка

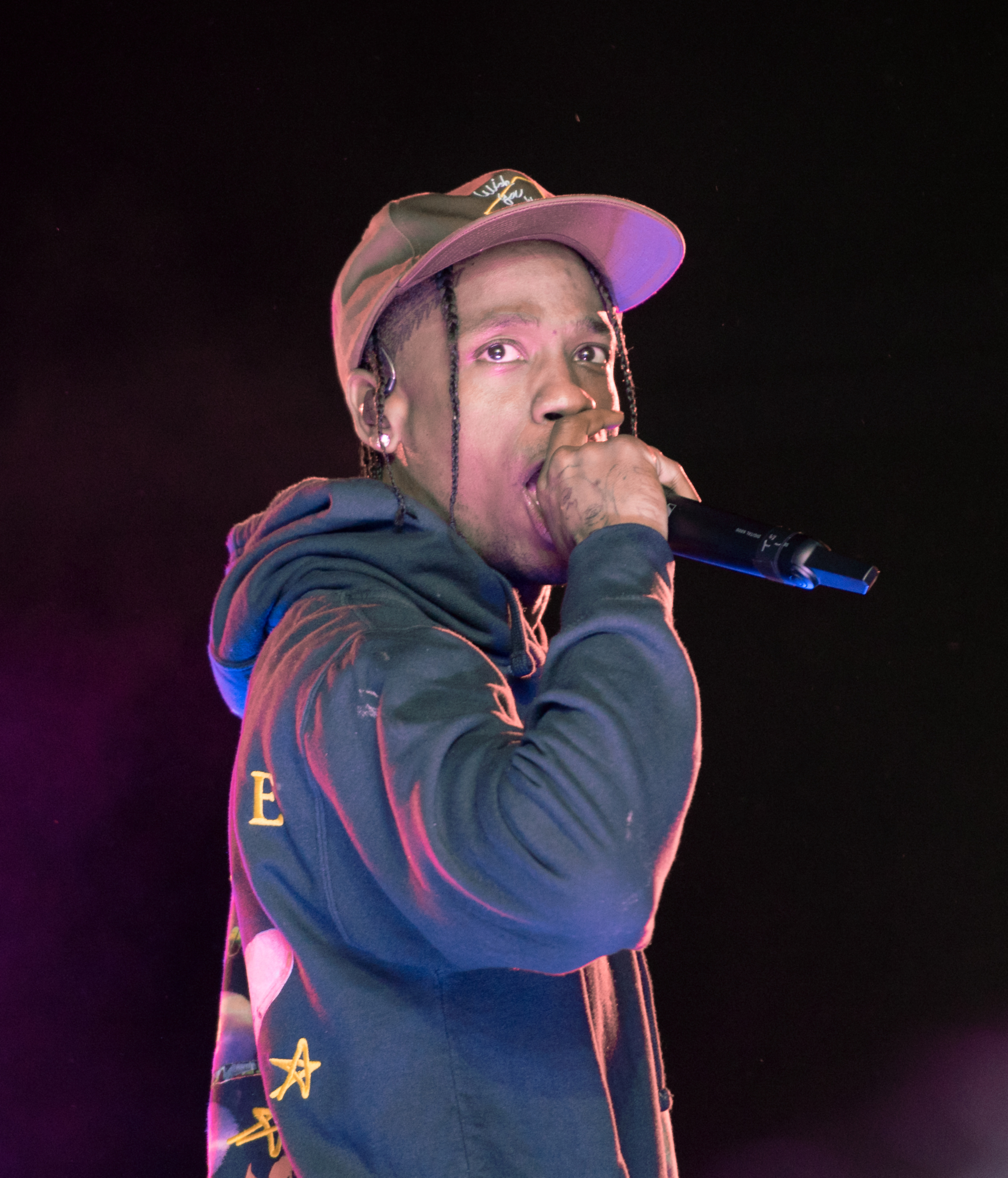
Трэвис Скотт

В первую ночь фестиваля Astroworld появление Скотта на сцене заставило людей идти поближе к нему, что привело к давке. Признаки переполненности присутствовали ещё до того, как рэпер появился, в 8:39 вечера один из участников снял видео, на котором зрители перепрыгивают через баррикады из-за нехватки места. Скотт начал выступление в 9:06. По словам начальника пожарной охраны Хьюстона Сэма Пенья, «примерно в 9 часов 9:15 толпа начала прижиматься к краю сцены». Он сказал, что давка не была вызвана блокировкой выходов: когда люди начали падать и получать травмы, у толпы началась паника.
Посетители пытались покинуть секцию рядом со сценой в 9:11. В 9:23 некоторые фанаты начали лазить по креплениям динамиков, чтобы избежать давки. Поклонники стали кричать о медицинской помощи в 9:24 и махать руками, чтобы привлечь внимание Скотта, но рэпер начал свою следующую песню. Многие посетители призвали персонал фестиваля досрочно завершить шоу. Зритель концерта сообщил оператору, что «люди умирают». Некоторые посетители были запечатлены танцующими на машине скорой помощи. Скотт несколько раз останавливался во время своего 75-минутного выступления, когда заметил давку. В 9:30 карета скорой помощи пыталась проехать сквозь толпу, на что артист отреагировал следующими словами: «Это ещё что за хрень? Если у вас всё круто, поднимите средний палец вверх». Рэпер также останавливал концерт в 9:42 и попросил охрану помочь зрителю, который потерял сознание.
Посетители концертов записали на видео персонал, выполняющий искусственное дыхание бессознательному человеку в 9:28. Зрители также попытались помочь сделать СЛР. Нескольким людям вводили наркан, лекарство, используемое для блокирования действия опиоидов. Пенья сказал, что большинство смертей, вероятно, произошло после 9:30. В 9:38 официальные лица объявили о «массовом ранении», и 17 человек были доставлены в больницы. Затем начальник полиции Хьюстона Ларри Саттервайт связался с промоутерами Live Nation, которые согласились досрочно завершить мероприятие. Мэр Хьюстона Сильвестр Тёрнер заявил, что шоу закончилось в 10:10, в то время как зрители сообщают, что оно было завершено в 10:15.

## Жертвы
8 ноября, в день проведения концерта, погибло восемь человек в возрасте от 14 до 27 лет. Ещё двадцать пять человек были доставлены в местные больницы, в том числе у 11 человек произошла остановка сердца. 9 ноября у 22-летней пострадавшей произошла смерть мозга. Другие жертвы находятся в критическом состоянии, включая 9-летнего ребёнка, введённого в медикаментозную кому. 14 ноября он скончался в больнице. Таким образом, число жертв возросло до 10.
Всего на фестивале пострадало более 300 человек. Мэр Тёрнер сказал, что большинство травм было получено в одной конкретной области.

## Расследование
Причины смерти всё ещё расследуются. Передозировка наркотиков является потенциальной причиной остановки сердца. Скотт и организаторы мероприятия сотрудничали с полицией в рамках расследования.
TMZ сообщили, что неизвестный человек якобы целенаправленно ввёл наркотики нескольким людям из толпы. Позже полиция подтвердила, что офицер службы безопасности потерял сознание после укола. Он пришёл в сознание с помощью Наркана.
9 ноября ФБР предложило свою помощь в расследовании дела. Городские власти отказались публично оглашать, приняли ли они предложение.
Анонимный источник рассказал TMZ, что Трэвис Скотт и Дрейк не слышали просьбы толпы остановить концерт. Исполнители узнали о жертвах на вечеринке в ресторане Dave & Buster’s, организованной Дрейком после выступления.
По данным The Washington Post, организаторы фестиваля допустили просчёты на этапе составления расписания: распределение зон было таковым, что все зрители оказались в одной стороне. Согласно анализу учёных из университета Карнеги Меллон, в южной части танцпола на одном квадратном метре земли могло находиться до 5 человек. При такой плотности люди испытывают проблемы с дыханием и могут терять сознание.
29 июня 2023 года большое жюри 228-го окружного суда округа Харрис отклонило обвинение в сторону Скотта или кого-либо ещё.

## Последствия
Для семей, разыскивающих родственников, был создан центр воссоединения. Концерт, который должен был пройти 6 ноября, был отменён.
Трэвис Скотт и Дрейк выразили соболезнования погибшим во время инцидента, заявив, что они будут сотрудничать с местными властями. 8 ноября Скотт объявил, что он оплатит похороны умерших на фестивале. По данным Variety, рэпер отменил своё выступление на Day N Vegas Festival и планирует вернуть деньги всем участникам Astroworld Festival. Кайли Дженнер, девушка Скотта, заявила, что они не знали об умерших до окончания фестиваля.
Американский рэпер Родди Рич сказал, что отправит компенсацию жертвам инцидента. Apple Music удалили записи в социальных сетях, связанные с фестивалем. Sunday Service Choir, госпел-коллектив образованный Канье Уэстом, проведут бесплатное онлайн-богослужение в память о умерших во время давки.